# Museo diocesano (Teggiano)
Il museo diocesano, sezione di Teggiano è situato nella ex chiesa di San Pietro ed ospita numerosi reperti archeologici di varie epoche.

## La ex chiesa di San Pietro
Le fondamenta dell'ex edificio religioso poggiano sui resti dell'antico tempio dedicato al dio della medicina Esculapio. Tali vestigia sono ancora ben visibili lungo il lato destro del prospetto principale.
La scala d'accesso in pietra bianca è sormontata da un porticato a tre arcate, sorretto da due colonne, sotto il quale si apre un portale di fattura rinascimentale, voluto e commissionato dal senese Ambrogio Malavolta, nel 1476, come testimonia l'iscrizione scolpita.
Nella parte superiore il portale è ornato da un affresco, intitolato "La Crocifissione", di fattura  toscana.

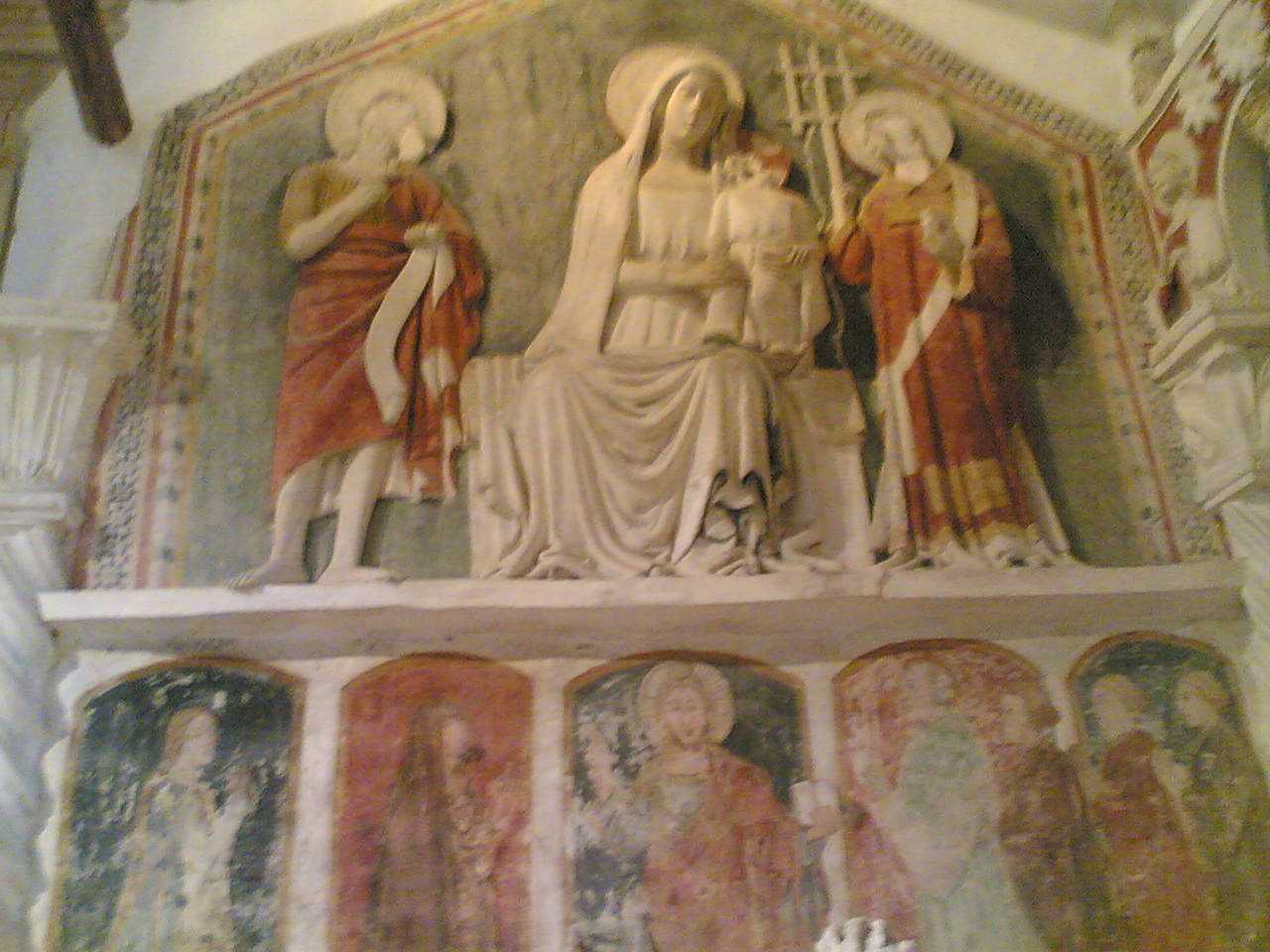
Tomba del soldato Bartolomeo Francone, (1401)

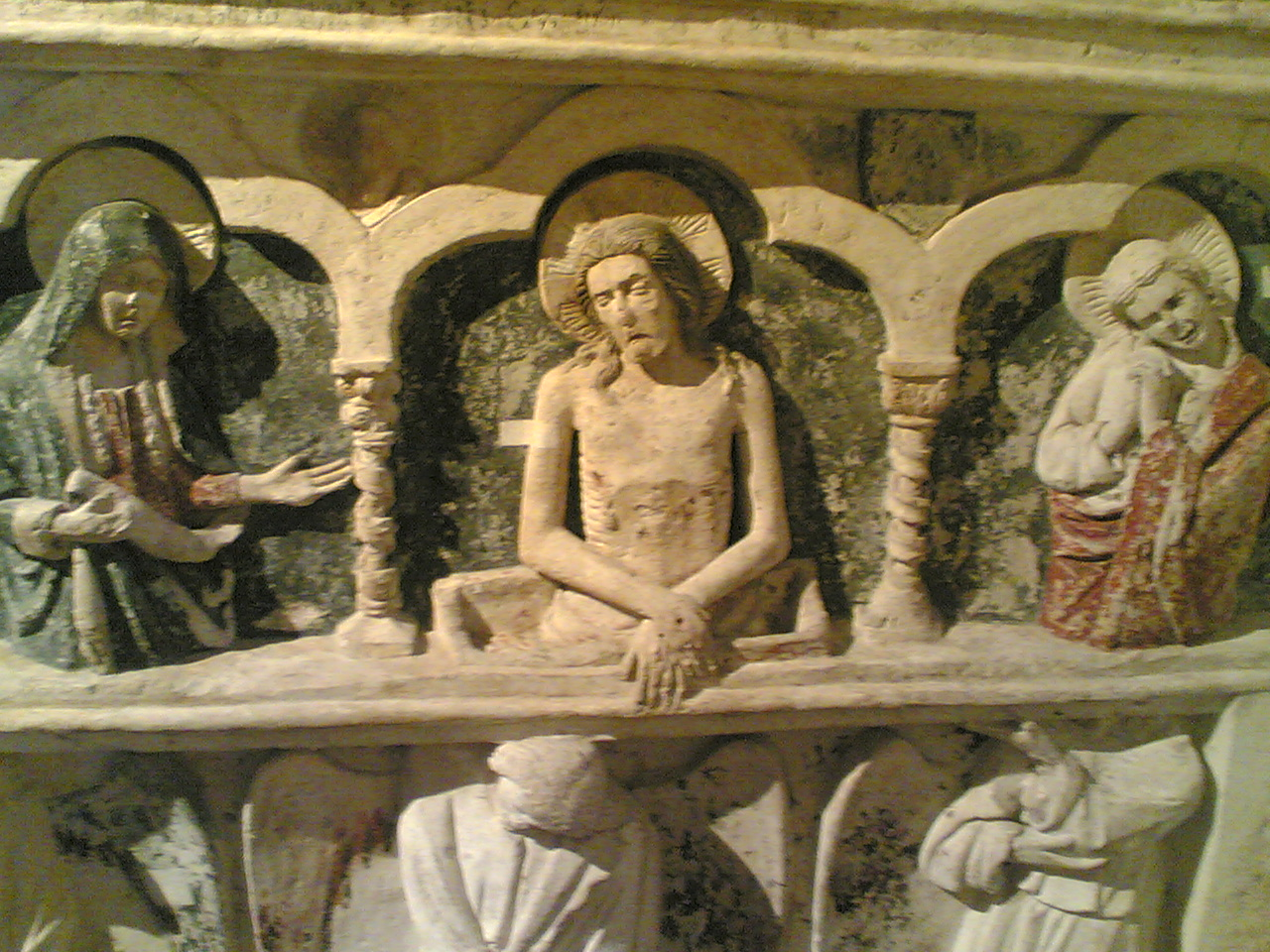
Particolare della tomba dell'Arcidiacono Guglielmo Rossi da Marsico

All'interno, oltre a reperti classici si affiancano due tombe.
La prima si trova nella cappella dell'Addolorata ed è dedicata alla memoria del soldato Bartolomeo Francone. Tale tomba, datata 1401, mostra uno stile dai richiami gotici e si fregia di un sarcofago sorretto da un leone sul quale appare la figura del defunto; il tutto è arricchito da quattro colonnette a spirale che sostenevano il baldacchino. La seconda, che si trova nella cappella di San Paolo, accoglie le spoglie dell'arcidiacono Guglielmo Rossi di Marsico, morto nel 1512, come si rileva dall'iscrizione scolpita nella fascia dell'arco del sarcofago, sostenuto da tre telamoni rappresentanti le tre fasi della vita.

## Il percorso museale
Il museo oltre ad ospitare le due tombe della ex chiesa, conserva numerosi affreschi, dipinti e sculture di varie epoche:
- Madonna del latte, dipinto-affresco del XIV secolo;
- Crocefissione, affresco proveniente dalla chiesa di Sant'Angelo, realizzato tra il 1400 e il 1449;
- Sant'Antonio Abate e Santo benedicente(XV secolo), affresco proveniente dalla chiesa di San Michele Arcangelo;